# Kiyuksa (Mdewakanton)
Kiyuksa (Keoxa) / 'to break in half' , ili  'Breakers of the law or custom'  /, jedna od bandi Mdewakanton Siouxa čije je glavno selo bila Winona na mjestu današnjeg grada Winona na rijeci Mississippi u američkoj državi Minnesota. Prema Pikeu oni 1811. žive na gornjem toku rijeke Iowa, a poglavica im je Wabasha. Wabasha je njihov najpoznatiji poglavica po kojemu su nazivani i Wabasha's band. Godine 1820. nalaze se na Mississippiju blizu Prairie du Chien (Drake, 1848). Long ih 1824. locira u dva sela, jedno na rijeci Iowa blizu Mississippija i drugo na jezeru Pepin. 
Banda Kiyuksa nastaje vjerojatno cijepanjem od ostalih skupina Mdewakantona. Okrug Winona u kojem su Kiyukse živjeli dobiva ime po djevojci iz ovog plemena, čije ime znači 'prvorođena'  i povezuje se s mitom o kamenoj stijeni blizu jezera Pepin. 
Ime Kiyuksa (= 'onih koji krše vlastite zakone' ), javlja se kod još tri plemena Sijuksa (Oglala, Brule i Upper Yanktonai) i navodno im je dano zbog zanemarivanja običaja zabrane ženidbe unutar gensa. 

## Vanjske poveznice
- The Dakota Tribes